# Heroes of Might and Magic III
Heroes of Might and Magic III (скор. Heroes III або HoMM III, укр. Герої Меча і Магії III) — відеогра жанру покрокової стратегії на тематику фентезі. Розроблена компанією New World Computing як третя гра серії Heroes of Might and Magic та видана компанією 3DO 28 лютого 1999 для ОС Windows та Mac OS. Для операційних систем на основі Linux гру було випущено в 2000-му році компанією Loki Software
Первісна версія гри називається Heroes of Might and Magic III: Restoration of Erathia. Гра має два офіційні аддони: Armageddon's Blade і The Shadow of Death, та набір сценаріїв Heroes Chronicles. Неофіційна розробка міжнародної групи фанів — Heroes of Might and Magic 3.5 (In The Wake of The Gods) також позиціонується як окреме доповнення.
У 2000-му році було видано повне зібрання оригінальної гри та доповнень під назвою «Heroes III Complete». Перевидання з HD-графікою під назвою Heroes of Might & Magic III HD Edition вийшло 29 січня 2015 року для PC, iOS і Android.

## Ігровий процес

### Основи

Карта пригод з інтерфейсом користувача (кампанія новий початок)

Основні принципи гри не відрізняються від попередніх частин: гравець керує героями, які водять за собою армії міфічних істот. Основна дія гри відбувається на карті пригод, по якій переміщаються герої, захоплюючи при цьому міста, відвідуючи різноманітні будівлі на карті задля свого розвитку і виконання поставленого завдання і т. д. Коли герой вступає в битву, гра перемикається в режим, що віддалено нагадує шахи: дві армії розташовуються по різні сторони екрану, і групи істот, по черзі здійснюючи кроки, повинні знищити ворожі війська(дивись нижче).

### Ігровий час
Гра є покроковою, за один крок гравець може пройти певну відстань, відвідати об'єкти на карті пригод, взяти участь у битвах, найняти війська. Кількість дій на карті пригод залежить від запасу ходу, що визначається багатьма факторами, такими як тип місцевості, володіння героєм спеціальними навичками, відвіданням спеціальних споруд, наприклад, стаєнь. Крім того, за один день в одному місті можна побудувати тільки одну будівлю. Один крок умовно дорівнює одному дню. Наступного дня запас ходу поновлюється.
Дні об'єднуються в тижні, тижні — в місяці. В кожному тижні 7 днів, в кожному місяці — 4 тижні. На початку кожного тижня житла всіх істот (у містах і на карті пригод) поповнюються новими істотами, яких можна винайняти за певну плату. Також кожен тиждень і місяць присвячені певній істоті. Якщо це істоти зі всесвіту Heroes of Might and Magic (а не, наприклад, бабаки чи собаки), то приріст цих істот у містах відповідної фракції на поточний тиждень збільшиться. Місяці діють аналогічним чином, але з потужнішими ефектами: наприклад, місяць біса подвоює кількість бісів, яких можна найняти в містах Інферно; крім того, кілька загонів бісів можуть з'явитися на карті пригод в довільних місцях. Також можливе настання місяця чуми, коли приріст скорочується вдвічі.

### Розвиток героїв
Одним з основних аспектів гри Heroes of Might and Magic є розвиток героя. Здебільшого це здійснюється шляхом отримання досвіду в боях та від благородних вчинків, за який відбувається підняття героя на новий рівень розвитку, з новими навичками і параметрами. Основним джерелом досвіду є перемога в битві. Після битви герой-переможець отримує стільки досвіду, скільки одиниць здоров'я було в сумі у всіх загиблих істот переможеної армії. У разі програшу битви герой не отримує нічого. Шкала досвіду прогресивна, тобто для переходу на кожен наступний рівень необхідно набирати більше досвіду, ніж вимагалося для попереднього.
Досвід також можна отримувати, відвідуючи деякі будови на карті (наприклад, Камінь знань). До того ж на карті часто можна знайти скрині, що містять певну кількість золота: герой, який знайшов скриню, може або забрати золото собі (додавши тим самим його до власної скарбниці), або роздати його селянам, отримавши за це певну кількість досвіду. З однаковою ймовірністю у скрині може міститися 1000, 1500 чи 2000 одиниць золота та відповідно 500, 1000 чи 1500 очок досвіду.
Кожен герой має чотири основні навички, які він розвиває в процесі гри і які, при отриманні чергового рівня, підвищуються на одиницю. Це такі навички як: Атака, Захист, Магічна сила, Знання. Атака і Захист відповідно збільшують силу і захист військ в армії героя, Магічна сила визначає тривалість та силу заклинань, а Знання — кількість ма́ни, яка витрачається на чаклування.
Всі герої поділяються на класи, по одному військовому і одному магічному на кожну фракцію:
- Замок — Лицар, Священик;
- Бастіон — Рейнджер, Друїд;
- Башта — Алхімік, Маг;
- Інферно — Демон, Єретик;
- Некрополь — Лицар Смерті, Некромант;
- Підземелля — Лорд, Чорнокнижник;
- Цитадель — Варвар, Бойовий Маг;
- Твердиня — Хазяїн звірів, Відьма;
- Злиття — Мандрівник, Елементаліст.

Герої різних класів по-різному розвивають навички і мають їх різне стартове значення, герої військових класів (Лицар, Рейнджер, Варвар і т. д.) швидше розвивають навички Атаки і Захисту, а герої магічних (Друїд, Чорнокнижник і т. д.) схильніші до розвитку Магічної сили і Знання.

### Переміщення світом
Багато ділянок карти зазвичай зайняті горами і лісами, непрохідними для героїв, так що ігровий світ звичайно являє собою подобу розгалуженого лабіринту, пересування в якому не завжди лінійно передбачувані. На деякі території можна потрапити лише пройшовши складний або неочевидний шлях, задуманий автором карти. У вузьких проходах карти можливо замикання шляху героя іншими героями, що може використовуватися для нав'язування бою супротивниками. На початку гри карта прихована темрявою — «туманом війни», розвідана героями місцевість залишається відкритою (виняток — ефект від Завіси темряви) до кінця гри.
Стратегічна карта може мати море, яким можливо переміщатися на кораблі або використовуючи деякі заклинання або артефакти. Корабель можна купити на верфі — спеціальній споруді на карті пригод або в прибережних містах. Корабель можна одержати і через заклинання «Викликати корабель», яке дозволяє прикликати корабель магічним чином з іншого місця і без витрати коштів. Залежно від рівня навички «Магія води» або наявності деяких артефактів, це заклинання прикликає або вже побудований корабель в потрібне місце (для чого може знадобитися кілька спроб), або створює цілком новий. Посадка та сходження з корабля займає цілий крок (один день). Це означає, що якщо протягом дня гравець переміщається по землі, а потім сідає на корабель, то після посадки він може плисти тільки наступного кроку. Те ж відбувається і при висадці: навіть якщо запас ходу по морю у героя був, після висадки його крок закінчується. Однак існує артефакт, що дозволяє виконувати висадку та посадку без втрати кроку.
Швидкість пересування героя по карті (шлях, пройдений героєм за один крок гравця) є одним з найважливіших стратегічних факторів, оскільки вона не тільки визначає час, необхідний на досягнення тактичних цілей по захопленню замків, шахт і ресурсів, а й зумовлює, в чиїх руках буде знаходиться стратегічна ініціатива — швидший герой має більше можливостей з нав'язування бою або його уникнення, а встигаючи пройти довгий шлях за один крок, може раптово атакувати непідготовані до оборони міста або героїв противника. Швидкість залежить одночасно від безлічі факторів: навичок «Логістика» та «Слідопит», наявності доріг, виду місцевості по маршруту (особливо уповільнюють рух болото, сніг і піски), швидкості істот в армії героя (навіть одна повільна істота уповільнює всю армію), наявності спеціалізованих артефактів і заклинань у героя. На швидкість також впливає расова належність істот до певної території (всі істоти в грі мають належність до певного типу ґрунту, для істот Замку — це трава, для Інферно — лава тощо). Наприклад, болотні істоти не мають штрафу при русі по болоту, і за наявності в армії героя тільки болотних істот, герой рухається по болоту, як по траві.

### Битви

Битва армій двох героїв

Режим битви, або тактичний режим, також є покроковим, але відрізняється від стратегічного і проходить на окремому полі, розділеному на гексагони. Коли герой нападає на ворожого героя або групу істот, то інтерфейс гри змінюється на бойовий. На екрані показується поле бою, відповідного рельєфу тієї місцевості на карті, на якій зустрілися противники. Причому як і на стратегічній карті, місцевість впливає на швидкість істот в бою, хоча і не так значно.
У бою армія нападників розташовується ліворуч, а захисників — справа. Перемога досягається тоді, коли один з героїв повністю втрачає свою армію чи тікає з поля бою. Герой не бере участі в битві особисто, але один раз за раунд може творити заклинання. Крім того, на перебіг бою впливають параметри героя (атака і захист) і артефакти, які він носить.
Кожен загін відображається як одна істота з показником реальної кількості істот. Колір показника відображає стан загону, інформує про їх зачаклованість дружніми чи ворожими чарами, або посилання і ослаблення.
Битва розділяється на раунди. Під час одного раунду в порядку черговості по одному разу здійснюють ходи всі істоти армії гравця і армії ворога. Порядок визначається швидкістю воїнів — швидший ходитиме перший. У деяких випадках через показники бойового духу можливий подвійний хід або пропуск кроку.

### Ресурси
У Heroes of Might and Magic III наявні 7 типів ресурсів:
- Золото — основний ресурс, необхідний для найму істот, оплати будівництва і покупки артефактів;
- Деревина та Руда — ресурси, необхідні для зведення більшості будівель в містах;
- Ртуть, Сірка, Кристали і Самоцвіти — особливо цінні ресурси, необхідні для спеціальних споруд, як Гільдії магів і найму істот 7-ого рівня.

Основним джерелом золота є міста, якими управляє гравець: кожне місто щодня, залежно від свого рівня розвитку, вносить у скарбницю від 500 до 4000 (до 5000, якщо в місті встановлено Грааль) одиниць золота, а інші ресурси зазвичай можна отримати за допомогою шахт або в сховищах. Кожна шахта поставляє один вид ресурсів. Гравець, який захопив шахту, отримує в день фіксовану кількість ресурсів цього типу (по 2 одиниці руди або деревини, по 1000 одиниць золота, по 1 одиниці інших видів ресурсів). У містах також можна побудувати склад, що приносить певний, як правило найнеобхідніший для цього міста, ресурс. У будь-якому місті можна також побудувати ринок для обміну одних ресурсів на інші. З кожним ринком покращується обмінний курс.
Існують також численні нерегулярні джерела ресурсів. Вони часто розкидані по карті купками, які герої можуть збирати; можуть служити нагородою за виконання певного завдання на карті; вони можуть бути отримані і з періодично оновлюваних джерел (наприклад, з Вітряного млина можна зібрати деякі ресурси щотиждня). Ресурси також приносять певні герої і артефакти, а також будь-які герої, які отримали спеціальність «Економіка».

### Магія
Як і в більшості світів фентезі, у всесвіті Heroes of Might and Magic магія відіграє значну роль. Магія в Heroes III представлена насамперед заклинаннями, які герої можуть творити на карті пригод і на полі бою. Крім того, в обмеженому вигляді, їх можуть творити деякі істоти в арміях. Існують 4 школи магії, відповідно до стихій, якими користуються: Землі, Повітря, Води і Вогню. Кожне заклинання належить до однієї зі шкіл (за винятком заклинань Чарівна стріла і Видіння, які належать одразу до всіх шкіл). Розвиваючи навички Магія землі, Магія повітря, Магія води і Магія вогню, герой може кількісно і якісно підвищити ефективність заклинань відповідної школи.
Заклинання, творені на карті пригод, зазвичай змінюють здібності героя до переміщення по карті (наприклад, заклинання Політ дозволяє герою перелітати через перешкоди, такі як гори і водоймища), або ж надають герою інформацію про навколишній світ (наприклад, заклинання Видіння дозволяє дізнатися точну чисельність ворожих загонів ще до вступу в бій).
Заклинання, використовувані в бою, численніші і різноманітніші. Кожне заклинання належить, крім школи, до певного її рівня (від 1 до 5). Рівень заклинання є показником його потужності: на першому рівні знаходяться найпростіші і загальнодоступні заклинання, на п'ятому — найскладніші і які потребують чималих вкладень для їх отримання. Разом з тим навіть заклинання першого рівня в силу своєї масовості і дешевизни в деяких випадках можуть виявитися кориснішими і ефективнішими, ніж найдорожчі заклинання вищого рівня. Деякі герої спочатку володіють одним складним заклинанням, відповідним їхній спеціальності.

### Міста
Замок (англ. Castle) — місто, в якому присутні істоти, найближчі до реальних. Його образ засновано на європейському середньовіччі. Замок належить до фракцій з «добрим» світоглядом і орієнтований на використання світлої магії. Асоціюється з державою Ерафія світу Енрот. Істоти Замку відрізняються підвищеним бойовим духом: герої частіше отримують навичку «Лідерство». Найсильніші війська, Архангели, дають +1 до бойового духу інших військ в армії. В місті може бути побудовано Братство меча, що додає його захисникам +2 до духу.
Істоти: Пікінер (Алебардник), Лучник (Снайпер), Грифон (Королівський грифон), Мечник (Хрестоносець), Монах (Зилот), Лицар (Чемпіон), Ангел (Архангел).
Бастіон (англ. Rampart) — місто, що являє собою гармонійне співіснування цивілізації і дикої природи. Бастіон є магічним замком, для істот характерна підвищена удача. Бастіон асоціюється з державою Авлі світу Енрот. Серед унікальних споруд є Скарбниця, яка на початку тижня приносить 10 % від наявного у скарбниці золота і Таємничий ставок, що приносить раз на тиждень довільну кількість одного з ресурсів. Фонтан удачі підвищує удачу гарнізону при облозі на 2 бали.
Істоти, що живуть у Бастіоні, володіють безліччю спеціальних можливостей. Гноми мають природний опір до магії (20 і 40 %); Великі ельфи стріляють двічі; Дендроїди при атаці обплутують будь-якого ворога коренями і утримують, поки стоять поряд; Пегаси підвищують вартість будь-якого заклинання противника на 2 очки; Єдинороги можуть з 20%-ю імовірністю засліпити ворога, а також додають 20 % опірності магії для всіх дружніх загонів поруч. 7-й рівень займають Зелені і Золоті дракони, що володіють імунітетом до магії 1-3 і 1-4 рівнів відповідно.
Істоти: Кентавр (Капітан кентаврів), Гном (Бойовий гном), Лісовий ельф (Великий ельф), Пегас (Срібний пегас), Дендроїд-охоронець (Дендроїд-солдат), Єдиноріг (Воєнний єдиноріг), Зелений дракон (Золотий дракон).
Башта (англ. Tower) — місто, більшою мірою, ніж інші орієнтоване на магію, світогляд — «добрий». Це місто асоціюється з державою Бракада. Герої-маги Башти мають велику ймовірність поступово розвинути всі магічні навички при підвищенні рівня. Герої-воїни за замовчуванням володіють (на відміну від своїх еквівалентів у інших ігрових фракцій) книгою заклинань і більшою мірою, ніж герої-воїни інших міст, орієнтовані на розвиток магічних здібностей. В спорудах також відображається магічна спрямованість міста: так, Бібліотека надає Гільдії магів міста по одному додатковому заклинанню на кожен рівень Гільдії, а Стіна знань — безкоштовно додає +1 до знання будь-якого героя-гостя.
Рів міста, на відміну від інших міст, представлений мінами, видимим захисникам, але невидимими для нападників, які вибухають при наступанні на них. Після вибуху міна зникає, але шкода, заподіяна нею, удвічі перевершує ушкодження від рову інших міст.
Істоти: Гремлін (Старший гремлін), Кам'яна горгулья (Обсидіанова горгулья), Кам'яний голем (Залізний голем), Маг (Архімаг), Джин (Старший джин), Нага (Королева нагів), Гігант (Титан).
Інферно (англ. Inferno) — місто, істоти якого на думку інших жителів Енроту вийшли з пекла: це біси, демони, дияволи і т. д. Насправді мешканці міста належать до раси криганів і поневолених, приручених і виведених ними істот, які облаштувалися в Землях Гігантів (Еофолі) у світі Енрот. Інферно є магічним містом зі «злим» світоглядом, грає роль протилежності Замку, де мешкають Ангели. Дияволи і Ангели відчувають взаємну ненависть і завдають один одному на 50 % більше ушкоджень.
Місто орієнтоване на використання магічної сили: герої Інферно значно частіше отримують при підвищенні рівня бали параметра магічної сили і знання; Хмари сірки збільшують на 2 бали магічну силу гарнізонного героя при обороні міста, а Орден вогню дає постійний бонус +1 до цього параметру для кожного героя-гостя.
Істоти: Біс (Фамільяр), Гог (Магог), Пекельний пес (Цербер), Демон (Рогатий демон), Породження безодні (Володар безодні), Іфрит (Султан іфритів), Диявол (Архідиявол).
Некрополь (англ. Necropolis) — місто рухомих мерців та інших неживих істот. Герої Некрополя істотно відрізняються від інших, оскільки у всіх них від початку є навичка Некромантія, що дозволяє створювати Скелетів з палих ворогів. Навичка автоматично діє після кожного бою і «піднімає» Скелетів із загального числа загиблих — і своїх, і противника. Некромантія дозволяє герою-некроманту суттєво поповнити своє військо. Некрополь асоціюється з гільдіями некромантів, які живуть у пустелях Дейї (англ. Deyja).
Істоти Некрополя відрізняються рядом властивостей, даних смертю. Наприклад, у них відсутній показник бойового духу з огляду на те, що вони вже мертві. Наслідком цього є те, що вони не можуть пропустити хід через поганий бойовий дух чи отримати додатковий через хороший. Також на нежить не застосовується ряд заклинань, наприклад «Благословення» або «Прокляття». Нежить не можна воскресити заклинанням «Воскресіння», це можна зробити тільки за допомогою заклинання «Підняття живих мерців».
Спеціальна будівля Некрополя, Завіса темряви, огортає місто і прилеглі території чорнотою: незалежно від того, чи була ця територія розвідана іншим (не союзним для господаря Некрополя) гравцем раніше, вона покривається темрявою всюди, де немає його будов або героїв. Перетворювач скелетів дозволяє перетворити на скелет будь-яку іншу істоту. Показово, що деякі істоти 7-го рівня (Дракони і Гідри) трансформуються не в скелетів, а в Кістяних драконів.
Істоти: Скелет (Скелет-воїн), Ходячий мрець (Зомбі), Охоронець (Привид), Вампір (Лорд вампірів), Ліч (Могутній ліч), Чорний лицар (Лицар жаху), Кістяний дракон (Примарний дракон).
Підземелля (англ. Dungeon) — місто зі «злим» світоглядом, населене істотами, що живуть переважно в підземних спорудах, і як і Башта, орієнтоване на використання магії. Зі спеціальних споруд вирізняється Вихор мани, який раз на тиждень подвоює очки мани героя, який відвідав місто. Підземелля асоціюється з чаклунами і лордами обширних підземель Нігона (англ. Nighon).
Місто Підземелля є антиподом Вежі. Крім того, його Чорні дракони і Титани ненавидять одні одних, взаємно завдаючи 150 % ушкоджень. Портал Заклику раз на тиждень дозволяє набрати в місто істот з одного з підлеглих гравцеві зовнішніх жител, розташованих неподалік. Житло обирається раз на тиждень випадковим чином.
Істоти: Троглодит (Пекельний троглодит), Гарпія (Гарпія-відьма), Бехолдер (Зле око), Медуза (Королева медуз), Мінотавр (Цар мінотаврів), Мантикора (Скорпікора), Червоний дракон (Чорний дракон).
Фортеця (англ. Fortress) — місто, населене жителями боліт. Асоціюється з державою Таталія. Рів міста, єдиний з усіх, має в ширину 2 клітинки, що істотно уповільнює просування ворожих військ при штурмі. Також в Фортеці є ряд будов, що поліпшують захист героя на постійній основі та на час облоги. Герої Фортеці отримують параметр захисту частіше, ніж атаки. Фортеця не спеціалізується на магії, оскільки Гільдія магів може бути побудована лише до 3-го рівня, і належить до розряду нейтральних фракцій.
Істоти: Гнолл (Гнолл-мародер), Ящеролюдина (Ящеролюдина-воїн), Зміїна муха (Драконова муха), Василіск (Великий василіск), Горгона (Могутня горгона), Віверн (Монарх вівернів), Гідра (Гідра хаосу).
Твердиня (англ. Stronghold) — місто, що належить до фракцій з «нейтральним» світоглядом, найбільше орієнтоване на атаку. Місто асоціюється з розрізненими варварськими племенами, насамперед — з квазідержавою Крюлод (англ. Krewlod). Герої найчастіше отримують бали до параметрів атаки. Храм Вальгалли додає +1 до параметру атаки кожного героя-гостя. Підземний хід дозволяє герою втекти з міста під час облоги, а Гільдія найманців дозволяє обмінювати істот на ресурси.
Істоти: Ґоблін (Гобґоблін), Вовчий вершник (Вовчий нальотчик), Орк (Ватажок орків), Огр (Огр-маг), Рух (Громоптах), Циклоп (Цар циклопів), Чудовисько (Древнє чудовисько).
Злиття (англ. Conflux) — місто, додане в доповненні «Клинок Армагеддону», складається, переважно, з істот-елементалів, присутніх у «Відродженні Ератії». Елементалі стихій займають в місті рівні з другого по п'ятий. Шостий рівень займають Психічні елементалі, що володіють імунітетом до заклинань, які впливають на розум. Елементалі розуму можуть бути поліпшені до Елементалів магії, які мають повний імунітет до всіх заклинань.
Як істоти першого рівня присутні Феї — одні з найслабших за параметрами істот, в той же час — завдяки численності, високій атаці і швидкості, здібностям літати і бити, не отримуючи відповіді — безумовні лідери на своєму рівні при правильному застосуванні. А вищий рівень представляють могутні істоти Плану Вогню — Жар-птиці та Фенікси, які дихають вогнем і вміють частково воскресати після смерті всього загону (25 % від загону).

## Сюжет
Сюжет «Відродження Ератії» розкритий в семи кампаніях, приквелом до яких є доповнення Heroes of Might and Magic III: The Shadow of Death. Історія оповідає про те, як захоплена ворогами країна Ератія під проводом принцеси Катерини повернула колишню велич і вигнала загарбників зі своїх земель. Остання кампанія «Насіння Невдоволення» відкривається після проходження всіх попередніх і її події розгортаються вже після звільнення Ератії.

### Кампанії
Хай живе королева
Сценарії: Повернення додому, Ангели-хранителі, Стрімчак Грифонів
Король Ератії Ніколас Грифонхарт помер за нез'ясованих обставин і його дочка, королева Катерина, вирушила на батьківщину, континент Антагаріч, для участі в похоронах. На той час Катерина вже правила кілька років після того, як її чоловік, Роланд Айронфіст, загадковим чином зник (що показано в Might and Magic VI).
Дорогою додому флот Ератії після сутички з піратами звільняє кількох рабів, які розповідають про безлади, що кояться в Ератії. Висадившись на берег, Катерина застає країну в стані війни з сусідами, які скористалися відсутністю правителя на троні Ератії. Війська починають прочісувати околиці, в той час як сама королева залишає країну, щоб попросити військової допомоги у Гевіна Магнуса, короля країни, яка була мирним сусідом — Бракади. Ератійцям вдається зібрати ополчення, провести розвідку місцевості і визначити шляхи вторгнення загарбників. Згодом надходять чутки про те, що місто Біле Перо зазнало атаки ворогів. Військам Катерини вдається швидко зняти облогу з міста і укласти союз з ангелами, що охороняли його. Це дозволяє їм пройти далі вглиб країни і відбити у ворога гніздів'я грифонів, які є важливим компонентом військової потужності армії Ератії з часів правління Грифонхарта.
Підземелля і дияволи
Сценарії: Диявольський план, Нова справа, Падіння Стедвіка
Кригани Еофола формують союз з правителями підземель Нігона з метою завоювати Ератію. Не гаючи часу, поки ератійці не встигли покликати на допомогу країну ельфів Авлі, війська Еофола вирішують вразити ельфів у саме серце — вбити Королеву золотих драконів. Таким чином, вони усувають найсильнішого союзника Ератії. Об'єднані сили чаклунів Нігона і Криганів Еофола завойовують Стедвік, напавши з-під землі. Вони блокують всі наземні підходи до міста, і пробираються тунелями за межі міських стін. Захопивши Стедвік, демони і чорнокнижники беруть в полон лицаря-регента Моргана Кендалла. Саме у той час королева Катерина прибуває на похорони батька і застає країну в руїнах.
Відлуння війни
Сценарії: Прикордонна смуга, Золота лихоманка, Жадібність
Варвари Таталії і Крюлода вирішили, скориставшись нагодою, поживитися на землях Ератії. Поки ератійська гвардія билася з ворогами на сході, західні землі лишаються практично без охорони. Цим користується король Тралосск, правитель Таталії, і герцог Вінстон Борагус, правитель Крюлода. За допомогою найманців вони захоплюють західні області країни. Вінстон Борагус ставить собі за завдання набіги і розграбування прилеглих земель Ератії, для забезпечення своєї армії всім необхідним, а король Тралосск — назавжди вивести свою країну з боліт. Але на західних кордонах Ератії вони встряють у сутичнки один з одним, не поділивши здобич, після чого їх обох відбивають за кордони.
Звільнення
Сценарії: Звільнення Стедвіка, Угода з дияволом, Нейтралітет, Тунелі і троглодити
Уклавши союз з королем Елдріхом Парсоном, правителем ельфійських земель Авлі, і верховним візиром країни мудреців Бракади Гевіном Магнусом, Катерина починіє звільнення Ератії. Першою ціллю стає столиця — Стедвік, але битва за нього ускладнюється тим, що чорнокнижники підземель завалили гірські перевали, що вели в Стедвідську долину. Після жорстокої сутички Катерині вдається звільнити з полону регента Моргана Кендела і відбити столицю. Генерал розповідає Катерині, що король Грифонхарт був отруєний, але вбивцю так і не знайшли. Згодом королева отримує повідомлення від Люцифера Кригана з вимогою заплатити викуп за полоненого ним її чоловіка, Роланда, в розмірі мільйона золотих.
Катерина, не маючи таких статків, відмовляється від угоди і з силами союзників-ельфів успішно атакує демонів Еофола, сподіваючись звільнити Роланда. Замок Крілах, де він нібито перебував, захоплюють, але Роланда там не знаходять. В той час він знаходився в колонії Зод в Еофолі і був звільнений четвіркою героїв вже після закінчення війни за Відродження Ератії (що описано у грі «Меч і Магія VII»). Катерина з союзниками проганяє чорнокнижників, яких Кригани покинули, зі своїх земель. Тим часом війська мудреців Бракади втручаються в збройні сутички Таталії і Крюлода, відновивши контроль на західному кордоні Ератії.
Хай живе король!
Сценарії: Серце грифона, Час жнив, Тілесне покарання, З тіні у світло перелітаючи
Війна входила в заздалегідь розроблений план некроманта Сандро і його маріонетки — Фіннеаса Вілмара, короля країни некромантов Дейї. Незадовго до війни Фіннеас Вілмар вийшов з-під контролю Сандро, заточивши свого повелителя у в'язницю. Досі некроманти трималися осторонь і не проявляли себе. Тепер війна залишила багато трупів, з яких можна створити армію. Однак Фіннеас побоюється військ Ератії під командуванням Катерини і вирішує зробити собі досвідченого головнокомандувача з покійного короля Ніколаса Грифонхарта. Армія нежиті успішно захоплює гробницю монарха Ератії та артефакти для ритуалу, але при його проведенні Ніколас Грифонхарт, воскреслий у вигляді ліча, вбиває Фіннеаса Вілмара і захоплює повну владу в Дейї, проявивши величезну силу в некромантії. Для підготовки походу на Ератію Ніколас воскрешає величезну кількість мерців на прикордонних землях, не привертаючи уваги основних ератійських військ. Наступним кроком стає вбивство свавільного лицаря смерті на ім'я Мот, який задумав зберегти свої землі під виглядом нейтралітету. За це його безжально вбивають, а військо лицаря переходить до рук Ніколаса. Під його командуванням армія нежиті успішно захоплює велику частину території Ератії і звільняє Сандро. Сандро, зрозумівши, що більше не зможе правити Антагарічем, покидає свої колишні землі і очолює одну з гілок Гільдії Некромантів.
Хвала батькові
Сценарії: Безпечний шлях, Єдиним фронтом, За короля і батьківщину
Некроманти Дейї усвідомлюють, що зробили помилку, воскресивши Грифонхарта, тому звертаються за допомогою до його дочки Катерини. До Ератії прибувають некроманти Німбус і Арчибальд, Німбус вирушає на переговори з королевою Катериною, де домовляється про союз. Також він везе з собою у місто Хайвер докази для викриття вбивці короля Грифонхарта. Королева розчищає шлях посланцеві і об'єднані війська Ератії, Авлі, Бракади і незадоволених королем-лічем некромантів беруть верх у боротьбі. Зрозумівши, що короля отруїв Хаарт, Катерина вигадує для нього покарання, що послужить і перемозі над лічем Ніколасом. Вона разом з Хаартом пробивається в тронний зал некрополя до свого колишнього батька. Там вона показує Ніколасу Грифонхарту хто є його вбивцею. Король-ліч вбиває Хаарта (в доповненні той сам був відроджений у вигляді лицаря смерті), а одразу після цього Катерина читає закляття, що знімає чари з її батька. Душа Ніколаса звільняється, некроманти лишаються без лідера і з цим війна за відродження Ератії завершується.
Насіння Невдоволення
Сценарії: Грааль, Дорога додому, Незалежність
Коли війна за Відродження Ератії закінчилася, колишні союзники, Ератія та Авлі, згадують колишні суперечності, в особливості за Спірні Землі. Відважний воїн Фарук Вельнін і група невдоволених людей і ельфів вирішують навіки звільнити свою батьківщину від гніту Ератії і Авлі та здобути незалежність. Перш ніж здійснити задумане, Фарук вирушає на пошуки символу, за яким піде народ. Цим символом стає Грааль, загублений багато віків тому в Спірних Землях. Пошуки за лічені місяці увінчуються успіхом. Тим часом Ератія і Авлі беруться за «відновлення порядку». Під проводом рейнджера Ріланда Грааль потрібно доставити крізь застави противників у місто Вельнін, щоб звести для нього святилище і зробити Вельнін столицею Спірних Земель. Вельнін врешті вдається перетворити на столицю, що означає незалежність.

## Супутні програми

### Редактор карт
Редактор карт дозволяє редагувати стандартні карти або створювати власні. Спочатку карта повністю вкрита водою, але спеціальним "пензлем" можна створювати сушу з різними ландшафтами, прокладати річки й дороги. З окремого каталогу додаються об'єкти на карту: міста, ресурси, істоти й т. ін.. Дозволяється встановлювати спеціальні умови перемоги та поразки, кольори гравців та набір магії, навичок, героїв та фракцій, які можуть з'являтися на карті. Наостанок карту можна забезпечити текстовим описом.

### Редактор кампаній
На відміну від редактора карт, редактор кампаній дозволяє створювати кампанії із вказаних карт. Також можна вибирати бонуси, героїв які перейдуть на наступний сценарій та чи будуть передаватися між сценаріями армії, артефакти. Можна назвати кампанію та описати її. Можна вибрати на карті де буде проходити кампанія (в звичайних HOMMIII можна вибрати лише якийсь регіон на якому проходила одна із стандартних кампаній, а в HotA можна вибрати майже будь-який регіон Антагарічу).

### Редактор шаблонів
Редактор шаблонів існує для того, щоб створювати власні шаблони та встановлювати їх на випадковій карті. Можна розмістити різні зони та змінити доступність тієї чи іншої фракції, героя, магії чи додаткової навички, також розмістити стартову зону, на якій буде починати той чи інший гравець. Можна дати шаблону назву, але не опис.

## Видання
Релізи від The 3DO Company:
- Heroes of Might and Magic III: The Restoration of Erathia — 14 квітня 1999.
- Heroes of Might and Magic III: Armageddon's Blade — 30 вересня 1999.
- Heroes of Might and Magic III: The Shadow of Death — 22 березня 2000[4].

Російські версії від компанії Бука, поширювані на території СНД, зокрема в Україні, вийшли в 2000 році:
- «Герои меча и магии III: Возрождение Эрафии»
- «Герои меча и магии III: Клинок Армагеддона»
- «Герои меча и магии III: Дыхание смерти»[5]

The Restoration of Erathia була випущена також для Apple Macintosh і для GNU/Linux. В останньому випадку портуванням займалася не New World Computing, а стороння компанія Loki Software Entertainment. Доповнення «Armageddon's Blade» і «The Shadow of Death» не випускалися на інших платформах, а «Платинова версія» була видана для Apple Macintosh.
Існує також VCMI — частково успішна спроба портування Heroes of Might and Magic III на Android.

## Оцінки й відгуки
| Агрегатор    | Оцінка |
| ------------ | ------ |
| GameRankings | 87 %   |

| Видання  | Оцінка  |
| -------- | ------- |
| GameSpot | 9.1/10. |
| IGN      | 9.0/10  |

Heroes of Might and Magic III отримала схвалення критиків, здобувши 87 % на агрегаторі Game Rankings. Вона також отримала середню оцінку в 4.0/5 на MobyGames.
Роберт Коффі з Computer Gaming World відгукнувся, що Heroes of Might and Magic III «Розширює шалено захоплюючу гру попереднього видання, зберігаючи основний геймплей при одночасному вдосконаленні майже кожного аспекту гри». В продовженні він зазначив, що гра «приголомшує своєю глибиною», але критикував нерівномірний хід її кампанії і мляву швидкість з'єднання під час гри онлайн. Він прийшов до висновку: «Зрештою, достоїнства „Героїв Меча і Магії III“ переважають над її декількома вадами… [Це] гра, в яку шанувальники стратегій однозначно повинні зіграти».
Редакцією «Computer Games Magazine» стверджувалося: «В цілому, Heroes of Might and Magic III — це частування як для шанувальників Heroes, так і для новачків. Між цілісним, знайомим геймплеєм та добре продуманими вдосконаленнями, це один із тих рідкісних творів, які просто роблять все правильно».
Згідно з GameSpot, «Heroes of Might and Magic III не змінює формулу, викладену її предками, але надає вдосконалення та вдосконалення калібру найкращих з випущених коли-небудь продовжень. Обіцянки багато чого — героїв, замків, істот, артефактів, навичок, заклинань — витончено виконані так, щоб підкреслити складність гри, стиль та стратегію, не створюючи відчуття надмірності. Так само, як і попередники, Heroes of Might and Magic III успішно поєднує в собі ряд елементів, які приємні та прийнятні й поокремо, але якщо їх поєднувати і зважувати в цілому, вони складаються в гру, яка однаково і розважає, і винагороджує».

## Популярність
За підрахунками американської фірми маркетингових досліджень PC Data, Heroes of Might and Magic III за перший тиждень після випуску зайняла третю позицію за продажами з-поміж всіх відеоігор, поступившись тільки SimCity 3000 і Sid Meier's Alpha Centauri. В березні 1999 гра отримала друге місце в топ продажів у США.
Heroes of Might and Magic III, хоча була розроблена американською компанією, не пройшла випробування часом в США, як і вся серія Heroes of Might and Magic, швидко поступившись іншим іграм. Натомість вона здобула визнання на території України, Росії та в Китаї. З цієї гри проводяться чемпіонати, багатьма гравцями вона вважається найкращою в серії.
Підставами популярності вбачаються невисокі системні вимоги, велика кількість випадкових факторів у ігровому процесі, чіткі щоденні цілі, приваблива графіка, звуковий супровід, а також те, що продовження не змогли все це реалізувати на тому ж рівні. Крім того популярності посприяло те, що видавець, російська компанія «Бука», домовилась зі 3DO про продаж ліцензійних дисків за малою ціною, на рівні з піратськими дисками. Це дозволило домогтися високих прибутків і зрештою швидкого видання й доповнень. Оскільки після дефолту 1998 року російська індустрія відеоігор не зазнала значних збитків, «Бука» мала достатні потужності, щоб не лише видати гру, а й завоювати авторитет за кордоном і диктувати свої вимоги. Такими зокрема стала відмова від захисту Macrovision Safe Disc, реалізувати яку в Росії було неможливо через відсутність обладнання.

## Перевидання
HD-перевидання, що вийшло 29 січня 2015 року, надає оригінальну гру з переробленою графікою і без контенту доповнень. Реліз версії для ПК відбувся в Steam, версії для iOS і Android поширюються через відповідні магазини додатків і доступні тільки для планшетів.
Версія для настільних комп'ютерів розрахована на системи з не менше як 3 ГБ оперативної пам'яті, процесором на 2,4 ГГц і відеокартами рівня NVIDIA GeForce 9800 GT або AMD Radeon HD3870.

## Неофіційні модифікації
Висока популярність оригінальної гри зумовила появу багатьох неофіційних модифікацій та ігор, які використовують спільні мотиви або графіку.
Heroes of Might and Magic 3½: In the Wake of Gods — популярне неофіційне доповнення, розроблюване з 2001 року міжнародною незалежною спільнотою WoG Team. Вносить до гри багато змін, більшість з яких гравець може вмикати й вимикати за власним бажанням. Додає нових істот, героїв, об'єкти на карті пригод, вдосконалення міст, артефакти, закляття та навички. В модифікації впроваджено командирів, які є аналогами героїв, що борються безпосередньо на полі бою. Стало можливим руйнувати міста ч окремі споруди. Також додано ресурс міфрил, який витрачається на спеціальні вдосконалення міст. Основною складовою In the Wake of Gods  є скриптова мова Event Related Model (ERM), яка дозволяє з легкістю вносити в гру користувацький контент: від змінених характеристик істот і до нових міст.
Heroes of Might and Magic III: Horn of the Abyss — некомерційне доповнення, розроблюване з 2007 року незалежною спільнотою HotA Crew. Додає нове піратське місто — Причал, кампанію за нього, та Фабрику, також зі своєю кампанією (наприкінці 2023 року) , нові об'єкти на карті пригод, виправляє незначні похибки, покращує користувацький інтерфейс та баланс фракцій.
HoMM 3 HD — неофіційне доповнення, що дозволяє запускати гру в роздільностях, відмінних від оригінальної 800х600 пікселів. Також доповнення робить зміни в інтерфейс гри появою нових кнопок в різноманітних меню, функцією швидкої передачі військ між героями і т. д..